# Svitava (odbočka)
Svitava (nebo též Odb Svitava) je odbočka, která se nachází v km 166,166 dvoukolejné trati Brno – Česká Třebová. Účelem odbočky je zvýšení propustnosti trati mezi stanicemi Brno-Maloměřice a Adamov. Odbočka se nachází v údolí Svitavy severně od osady Annenské Údolí mezi zastávkami Bílovice nad Svitavou a Babice nad Svitavou, leží v katastrálním území Bílovice nad Svitavou.

## Historie
Návrhy na zbudování odbočky pro zvýšení kapacity kapacity trati v úseku Brno-Maloměřice – Adamov se objevovaly od začátku 21. století. Ke zbudování odbočky došlo v průběhu roku 2022 v rámci roční výluky úseku Brno-Maloměřice – Blansko, během níž došlo ke kompletní rekonstrukci tohoto úseku. Odbočka byla dána do provozu společně s celou tratí 9. prosince 2022.

## Popis odbočky
Odbočka je vybavena elektronickým stavědlem ESA 44. Odbočka je trvale neobsazena, po svém zprovoznění v prosinci 2022 byla ovládána ze stanice Adamov. V cílovém stavu má být dálkově ovládána buď z CDP Přerov nebo z Brna-Maloměřic. V místě odbočky (v km 165,899) je umístěn pouze technologický domek. Domek je dvoupatrový a skládá se z 19 prefabrikovaných dílů z vodotěsného betonu. V prvním podlaží se nachází stavědlová ústředna zahrnující technologickou a zadávací část zabezpečovacího zařízení, rozvodna vysokého a nízkého napění a kabelová komora. Ve druhém podlaží se pak nachází místnost určená pro pracovníky.
V odbočce jsou celkem čtyři výhybky ve dvou spojkách mezi traťovými kolejemi. Odbočka je vybavena pouze vjezdovými návěstidly. Ve směru od Brna-Maloměřic začíná odbočka vjezdovými návěstidly 1L a 2L (v km 165,750), končí vjezdovými návěstidly opačného směru 1S a 2S, která jsou umístěna v km 166,555.